# (536919) 2015 FL345
2015 FL345 ist ein großes transneptunisches Objekt im Kuipergürtel, das bahndynamisch als Cubewano (CKBO) eingestuft wird. Aufgrund seiner Größe gehört der Asteroid zu den Zwergplanetenkandidaten.

## Entdeckung
2015 FL345 wurde am 21. März 2015 von einem Astronomenteam, bestehend aus B. Gibson, T. Goggia, N. Primak, A. Schultz und M. Willman, im Rahmen des Pan-STARRS-Projekts mit dem 1,8-m-Ritchey Chretien-Teleskop (PS1) am Haleakalā-Observatorium (Maui) entdeckt. Die Entdeckung wurde am 17. Juli 2016 bekanntgegeben.
Nach seiner Entdeckung ließ sich 2015 FL345 auf Fotos, die ebenfalls im Rahmen des Pan-STARRS-Programmes gemacht wurden, bis zum 1. Februar 2011 zurückgehend identifizieren und so seinen Beobachtungszeitraum um vier Jahre verlängern, um so seine Umlaufbahn genauer zu berechnen. Bisher wurde der Planetoid nur durch das Pan-STARRS-Teleskop beobachtet. Im Dezember 2018 lagen insgesamt 107 Beobachtungen über einen Zeitraum von 8 Jahren vor. Die bisher letzte Beobachtung wurde im Mai 2018 auch wieder am Pan-STARRS-Teleskop durchgeführt. (Stand 27. März 2019)

## Eigenschaften

### Umlaufbahn
2015 FL345 umkreist die Sonne in 313,75 Jahren auf einer leicht elliptischen Umlaufbahn zwischen 40,13 AE und 52,21 AE Abstand zu deren Zentrum. Die Bahnexzentrizität beträgt 0,131, die Bahn ist 5,36° gegenüber der Ekliptik geneigt. Derzeit ist der Planetoid 44,36 AE von der Sonne entfernt. Das Perihel durchläuft er das nächste Mal 2076, der letzte Periheldurchlauf dürfte also im Jahre 1762 erfolgt sein.
Marc Buie (DES) klassifiziert den Planetoiden als Cubewano, wobei er zu den bahndynamisch «heißen» klassischen KBO gehört, während vom Minor Planet Center keine spezifische Einstufung existiert; es ordnet ihn als Nicht-SDO und allgemein als «Distant Object» ein.

### Größe
Derzeit wird von einem Durchmesser von 315 km ausgegangen, basierend auf einem Rückstrahlvermögen von 8 % und einer absoluten Helligkeit von 5,9 m. Ausgehend von diesem Durchmesser ergibt sich eine Gesamtoberfläche von etwa 312.000 km2. Die scheinbare Helligkeit von 2015 FL345 beträgt 22,41 m.
Da es denkbar ist, dass sich 2015 FL345 aufgrund seiner Größe im hydrostatischen Gleichgewicht befindet und somit weitgehend rund sein könnte, erfüllt er möglicherweise die Kriterien für eine Einstufung als Zwergplanet. Mike Brown geht davon aus, dass es sich bei 2015 FL345 um vielleicht einen Zwergplaneten handelt.
| Jahr                                         | Abmessungen km | Quelle   |
| -------------------------------------------- | -------------- | -------- |
| 2018                                         | 336,0          | Johnston |
| 2018                                         | 315,0          | Brown    |
| Die präziseste Bestimmung ist fett markiert. |                |          |